# Pachyrhizus bulbosus
Pachyrhizus bulbosus là một loài thực vật có hoa trong họ Đậu. Loài này được (L.) Britton miêu tả khoa học đầu tiên năm 1889.